# Fabienne Suter
Fabienne Suter (Sattel, 5 januari 1985) is een Zwitserse skiester.

## Biografie
Lange tijd was ze een belofte binnen het Zwitserse skiteam; ze werd echter regelmatig geplaagd door blessures waardoor ze niet kon terugkijken op aansprekende resultaten. Op het wereldkampioenschap van Åre in 2007 heeft ze verdienstelijk gepresteerd in de disciplines Super-G en reuzenslalom. Haar eerste Worldcup-wedstrijd won ze in 2008 in Sestriere in de discipline Super-G. Tijdens de seizoenen 2007/2008 en 2008/2009 eindigde ze telkens op een derde plek in de eindstand van de wereldbeker op de Super G.

## Resultaten

### Titels
- Zwitsers kampioene super G - 2009

### Olympische Spelen
| Jaar | Plaats    | Resultaten                                                 |
| ---- | --------- | ---------------------------------------------------------- |
| 2010 | Vancouver | 4e Reuzenslalom 5e Afdaling 6e Supercombinatie 13e Super G |
| 2014 | Sotsji    | 5e Afdaling 7e Super G 26e Reuzenslalom                    |

### Wereldkampioenschappen
| Jaar | Plaats                 | Resultaten                                                     |
| ---- | ---------------------- | -------------------------------------------------------------- |
| 2003 | Sankt Moritz           | DNF Reuzenslalom                                               |
| 2007 | Åre                    | 11e Super G 13e Reuzenslalom                                   |
| 2009 | Val d'Isère            | 8e Supercombinatie 11e Super G 17e Afdaling                    |
| 2011 | Garmisch-Partenkirchen | 8e Super G 13e Afdaling DNS1 Reuzenslalom DNS2 Supercombinatie |
| 2013 | Schladming             | 5e Super G DNS2 Reuzenslalom                                   |
| 2015 | Vail/Beaver Creek      | 9e Afdaling 22e Super G                                        |
| 2017 | Sankt Moritz           | 7e Afdaling                                                    |

### Wereldbeker
Eindklasseringen
| Seizoen   | Algm | AD     | RS  | SG    | SC  |
| --------- | ---- | ------ | --- | ----- | --- |
| 2002/2003 | 110e | -      | 48e | -     | -   |
| 2006/2007 | 95e  | -      | 46e | 36e   | -   |
| 2007/2008 | 21e  | 35e    | 35e | Brons | -   |
| 2008/2009 | 7e   | 8e     | 20e | Brons | 6e  |
| 2009/2010 | 7e   | 7e     | 27e | 4e    | 6e  |
| 2010/2011 | 18e  | 15e    | 31e | 12e   | 13e |
| 2011/2012 | 18e  | 16e    | 36e | 5e    | -   |
| 2012/2013 | 28e  | 25e    | 44e | 7e    | -   |
| 2013/2014 | 30e  | 14e    | 47e | 23e   | 22e |
| 2014/2015 | 25e  | 9e     | -   | 20e   | -   |
| 2015/2016 | 10e  | Zilver | -   | 11e   | -   |
| 2016/2017 | 69e  | 26e    | -   | 40e   | -   |

Wereldbekerzeges
| Datum            | Plaats             | Onderdeel |
| ---------------- | ------------------ | --------- |
| 10 februari 2008 | Sestriere          | Super G * |
| 13 maart 2008    | Bormio             | Super G   |
| 27 februari 2009 | Bansko             | Afdaling  |
| 8 januari 2012   | Bad Kleinkirchheim | Super G   |

* In dezelfde tijd als Andrea Fischbacher